# Bañuelos de Bureba
Bañuelos de Bureba település Spanyolországban, Burgos tartományban. Bañuelos de Bureba Briviesca, Belorado és Carrias községekkel határos. Lakosainak száma 31 fő (2024).

## Népesség
A település lakosságának változását az alábbi diagram mutatja:
| Lakosok száma | 47   | 41   | 35   | 32   | 34   | 31   | 38   | 37   | 31   | 31   |
|               | 2001 | 2004 | 2006 | 2009 | 2011 | 2014 | 2016 | 2019 | 2021 | 2024 |